# Lateriramulosa bi-inflata
Lateriramulosa bi-inflata är en svampart som beskrevs av Matsush. 1975. Lateriramulosa bi-inflata ingår i släktet Lateriramulosa, divisionen sporsäcksvampar och riket svampar.   Inga underarter finns listade i Catalogue of Life.